# لويل (فيرمونت)
لويل (بالإنجليزية: Lowell, Vermont)‏ هي بلدة تقع في مقاطعة أورليانز (فيرمونت) بولاية فيرمونت في الولايات المتحدة. تأسست عام February 7, 1791، تبلغ مساحتها 145.2 (كم²)، وترتفع عن سطح البحر 287 م، بلغ عدد سكانها 738 نسمة في عام 2000 حسب إحصاء مكتب تعداد الولايات المتحدة وتصل الكثافة السكانية فيها 5.1 نسمة/كم2.

## وصلات خارجية
- The US50 - Cities and Towns in Vermont State
- Vermont Cities and Towns, Facts, Map, Flag, Colleges, Government, and More